# Mamouche
Mamouche is een Belgisch bier van spontane gisting.
Het bier wordt gebrouwen in Brouwerij Cantillon te Anderlecht.
Het is een amberkleurig fruitbier (met vlierbloesems) op basis van lambiek met een alcoholpercentage van 5%. Sinds 1999 wordt de lambiek enkel met ingrediënten van biologische teelt gebrouwen.